# Allianz-Mission
Die Allianz-Mission, eine evangelikale Missionsgesellschaft, wurde 1889 gegründet und gehört heute zum Bund Freier evangelischer Gemeinden in Deutschland. Sie ist eine der größten deutschen Außenmissionen mit einem dauerhaften Auslandsengagement. 2025 arbeiten 230 entsandte Fachkräfte sowie 325 einheimische Mitarbeitende weltweit in 40 Ländern. Die Zentrale liegt im hessischen Dietzhölztal-Ewersbach. Zusätzlich reisen jedes Jahr rund 40 Freiwillige zu einem Auslandsjahr (IJFD) aus.
Die als eingetragener Verein organisierte Missionsgesellschaft ist Mitglied in der Arbeitsgemeinschaft Evangelikaler Missionen (AEM) und weiß sich den Glaubensgrundsätzen der Deutschen Evangelischen Allianz (DEA) verpflichtet. Seit 2016 leitet Thomas Schech die Allianz-Mission.

## Geschichte
Den Anstoß zur Gründung der Allianz-Mission im Jahre 1889 gab der schwedisch-amerikanische Evangelist Fredrik Franson (1872–1908). Franson bereiste die ganze Welt von Europa über China, Indien und Japan bis Neuseeland und Australien und hielt sogenannte Erweckungsversammlungen, in denen nicht nur der Glaube beschrieben, sondern zu einer Entscheidung für Christus aufgerufen wurde. Er predigte in 40 Ländern vor Tausenden von Menschen. 14 Missionen und Gemeindebünde führen ihre Entstehung auf Franson zurück.
Sein Besuch in Deutschland hinterließ Spuren. Eine Berliner Zeitung schrieb: Der Franson und der Olson, die werden nicht matt, Berlin zu bekehren, die sündige Stadt!. Beeinflusst von Hudson Taylor, dem Gründer der damaligen englischen China-Inland-Mission, versuchte er, Missionare für China zu gewinnen. Taylor betete um 1000 Missionare für China. Franson wollte ihm die ersten 100 liefern. Gemeinsam mit dem Wuppertaler Kaufmann Carl Polnick gründete er ein Missionskomitee.
Kurz nach der Gründung dieses Komitees meldete sich eine ganze Reihe junger Männer und Frauen für den Dienst in China. Im Herbst 1890 reisten Josef Bender, Anstreicher aus Frankfurt am Main, Elisabeth Bäumer, Hausgehilfin aus Wuppertal, und Auguste Schnütgen, Tochter einer Kaufmannsfamilie aus Barmen, mit geringem Gepäck als erste Missionare der Allianz-Mission aus. Dies empörte in den heimatlichen frommen Kreisen aus verschiedenen Gründen – einige:
- Dem Komitee gehörte kein Theologe an.
- Die Mission entsandte ohne finanzielle Absicherung.
- Eine Frau als Missionarin.

Bis zum Ende des Zweiten Weltkrieges wurden über 100 Missionare nach China geschickt.
Am 12. Juni 2021 stimmten die Mitglieder auf der Mitgliederversammlung in Dietzhölztal-Ewersbach für die Eingliederung der Neukirchener Mission in die Allianz-Mission.
Die FeG Auslandshilfe, bisher Arbeitsbereich des Bundes Freier evangelischer Gemeinden wird zu 2025 in die Allianz-Mission integriert.

### Auf einen Blick
- 1889 Die Mission nannte sich damals Deutsche China-Allianz-Mission – Allianz, weil in dem Komitee Mitglieder aus den verschiedenen evangelischen Konfessionen mitarbeiteten.
- 1922 wurde sie in Allianz-China-Mission umbenannt.
  - später Allianz-Mission-Barmen
  - und später Allianz-Mission.
- 1952 mussten die Missionare aus China ausreisen. Die kommunistische Regierung Chinas erklärte sie zu unerwünschten Personen.
- 1955 reisten die ersten Missionare des Bundes Freier evangelischer Gemeinden, die später von der Allianz-Mission übernommen wurden, nach Brasilien.
- 1962 begann die offizielle Missionsarbeit der Allianz-Mission.
- 1983 wurden die ersten Missionare in Zusammenarbeit mit der Mission der Evangelical Free Church of America auf die Philippinen geschickt.
- Seit 1985 arbeiten Missionare in Mali/Westafrika.
- Seit 1986 sind ebenfalls Missionare in Tansania in Zusammenarbeit mit der Afrika-Inland-Kirche tätig.
- Weitere Länder kamen und kommen weiter hinzu. Durch russlanddeutsche Christen entstanden beispielsweise nach der Öffnung des Eisernen Vorhangs Kontakte nach Minsk in Belarus.

- Im September 2007 ist die Allianz-Mission mit der Theologischen Hochschule im Bund Freier evangelischer Gemeinden in das neu erbaute Kronberg Forum in Dietzhölztal-Ewersbach eingezogen. Dieses Bauwerk wurde unter dem Motto „lernen-begegnen-senden“ errichtet und vereint Ausbildung und Sendung.
- Die vorher 30 Jahre selbstständigen „Freunde für Seeleute“, eine Missionsarbeit im Hamburger Hafen, gehören seit 2018 zur Allianz-Mission.[8]
- Am 30. Oktober 2021 beschlossen die Mitglieder der Neukirchener Mission und der Allianz-Mission die Verschmelzung beider Missionswerke. Damit wurde die Neukirchener Mission rückwirkend zum 1. Januar 2021 Teil der Allianz-Mission.[9]
- Zu 2025 wurde die FeG Auslandshilfe, ein Bereich des Bundes Freievangelischer Gemeinden in Deutschland, in die Allianz-Mission integriert.

## Missionsverständnis
- Mission erfährt ihre Begründung aus dem Auftrag und Heilswerk Jesu Christi.
- Der Inhalt der Verkündigung ist ein für alle Mal normativ im Neuen Testament vorgegeben.
- Das Ziel der Mission ist das Heil Gottes für den ganzen Menschen.
- Mission führt zur Gemeindegründung.
- Mission ist Sache der Gemeinde und nicht einer Missionsgesellschaft oder eines privaten Freundeskreises.
- Die Motivation zur Weltmission erwächst aus der Beauftragung Jesu Christi, der Liebe zu den Menschen, die ohne Jesus leben, und der Überzeugung, dass Jesus Christus wiederkommt als Herr und Richter der gesamten Menschheit.

## Mission & Vision

### Mission
"Nah am Herzschlag Gottes inspirieren, stärken, gestalten wir, damit weltweit Menschen Christus finden, Gemeinschaften versöhnt werden und Gesellschaften aufblühen."

### Vision
"Wir sehen die AM als innovativen und multidirektional agierenden Teil einer weltweiten Bewegung Gottes, die Menschen bewegt, Glauben an Christus entfacht und an vielen Orten einen Vorgeschmack auf Gottes Reich entstehen lässt.
Wir sehen Orte, Gemeinschaften und Kirchen, in denen Menschen Jesus finden, ihr Umfeld heilsam prägen und zu einem lebenswerten Ort machen.
Wir sehen Frauen und Männer, die befähigt werden, ihr Leben trotz schwieriger Umstände hoffnungsvoll, eigenverantwortlich und mit Würde zu gestalten. Kinder erfahren Schutz und junge Leute erhalten Bildung. Menschen bekommen Zugang zu lebensnotwendiger Versorgung und Lebensräume werden nachhaltig gestaltet.
Wir sehen theologisch und charakterlich gesunde Leiterinnen und Leiter heranwachsen, die Menschen befähigen und freisetzen.
Überall auf diesem Globus multiplizieren sich neue transkulturelle Formen von Gemeinschaften und Kirchen als Antwort auf die multiethnische Wirklichkeit in vielen Städten.
Wir sehen Gemeinden in Deutschland, die in der Verbindung mit der AM globale Verantwortung übernehmen. Freie evangelische Gemeinden und weitere Kirchen und Gemeinschaften werden bereichert, um an ihrem Ort heilsam zu wirken.
Wir sehen junge Menschen, die sich mit ihrer Begabung überall auf diesem Globus für diese Vision einsetzen und sie weiterentwickeln. Diese Bewegung verläuft multidirektional. In ihr spielen hierarchische Strukturen wie globaler Süden oder globaler Norden, Frau oder Mann, materiell arm oder reich, jung oder alt keine Rolle! Gott sendet seine Leute von überall nach überall, um seine Gerechtigkeit sichtbar und seine befreiende Botschaft hörbar zu machen."

## Einsatzländer
- Albanien[12]
- Belgien[13]
- Benin[14]
- Brasilien[15]
- Deutschland[16]
- Frankreich[17]
- Italien[18]
- Japan[19]
- Kambodscha[20]
- Kenia[21]
- Kosovo[22]
- Mali[23]
- Österreich[24]
- Paraguay[25]
- Philippinen[26]
- Portugal[27]
- Ruanda[28]
- Russland[29]
- Spanien[30]
- Sri Lanka[31]
- Tadschikistan[32]
- Tansania[33]
- Tschechien[34]
- Uganda[35]
- Ukraine[36]
- Vietnam[37]
- Nicht als Land zu verzeichnen aber doch als Einsatzgebiet: der Digitale Raum. Zudem betreibt die Allianz-Mission das Projekt "Gaming und Mission".
- Region Kaukasus[38]
- in einigen Ländern arbeitet die Allianz-Mission verdeckt.[39]

## Arbeitsbereiche
- Armutsbekämpfung und Gesundheitsprojekte[39]
- Theologische Ausbildung[40]
- Bildungsprojekte[39]
- Evangelisation und Gemeindegründung[40]
- Business for Transformation[39]
- Internationale Arbeit in Deutschland & Mission in Return[39]
- GoGlobal - Investition in eine neue Generation[39]
  - Auslandsjahr, Volontariat, Praktika, Jüngerschaftsschulen, Missionseinsätze, Netzwerk[40]
- Digitale Mission[39]

## Projekte
- Agripioneers (Tansania): „Wir wollen Menschen befähigen, Unternehmen aufzubauen, die eine ganze Region transformieren können.“[41]
- Ai HOPE Church (Japan): „Wir als Ai HOPE Church wollen Liebe und Hoffnung an die Japaner weitergeben, mit der wir durch die Beziehung zu Jesus Christus selbst beschenkt wurden.“[42]
- Ark School (Kenia): „Die Ark School möchte Kindern aus dem Kariobangi-Slum Bildung bieten und ein[43] Zufluchtsort sein, an dem sie Licht und Hoffnung in ihren schweren Lebensumständen erfahren.“[44]
- Befreit! - Seelsorge für Südostasien (Südostasien): „Menschen werden heil: an Körper, Geist und Seele. Befreit von alten Lasten und bestärkt können sie in ihre Berufung kommen und zum Segen werden für viele andere in diesem Land.“
- Betheli Childrens Home (Tansania): „Im Kinderheim in Matyazo, dem Betheli Childrens Home, werden Kinder aufgenommen, deren Mütter bei der Entbindung verstorben sind.“[44]
- Business for Transformation (Kenia): „Ausbeutung und Ungerechtigkeit prägen die Arbeitswelt vieler Menschen auf diesem Planeten. B4T will solchen Trends entgegenwirken und christliche Werte in die Wirtschaft bringen.“[44]
- Christian Education in Kasulu (Tansania): „Das Projekt sorgt für die Ausbildung christlicher Fachkräfte, um die junge Generation zu unterstützen.“[44]
- Christian Seicho Center (Japan): „Wir möchten mithelfen, dass eine neue Gemeindeleiter-Generation für Japan gewonnen wird.“[45]
- Clothed in Dignity (Kambodscha): „In dem Nähprojekt erhalten Frauen einen sicheren Arbeitsplatz, ein faires, geregeltes Einkommen und gesundheitliche Vorsorge für sich und ihre Familien.“[44]
- Das Kuhbank-Projekt (Vietnam): „Das Kuhbank-Projekt bietet armen Haushalten die Chance, aus eigener Kraft ihr Familieneinkommen zu verbessern und dadurch mittelfristig den Ausstieg aus der Armut zu schaffen.“[44]
- Frauen stärken – Familien heilen (Vietnam): „Jedes vierte Kind erlebt in der Familie oder auf dem Schulweg Gewalt. 40 % aller Frauen werden Opfer häuslicher Gewalt. Aufklärungs- und Präventionsmaßnahmen sollen das ändern.“[44]
- Freunde für Seeleute (Deutschland): „Mit Literatur und Filmen in rund 40 Sprachen werden durch die Arbeit mit Seeleuten am Hamburger Hafen Menschen aus aller Welt erreicht.“[44]
- Gaming und Mission (Deutschland): „Gott. Liebt. Gamer. Davon sind wir als Christen überzeugt und daher richtet sich Gaming und Mission ausdrücklich an sie.“[44]
- Glaube jung und stark (Asien): „Kinder erhalten eine biblische Grundlage für ihren Glauben an Jesus Christus und ein Leben in seiner Nachfolge.“[46]
- GoGlobal Dein Jüngerschaftsprojekt (Karlsruhe, Deutschland): „Einjährige Jüngerschaftsschule in Karlsruhe [...] Wir lernen Nachfolge, entdecken Begabung und Berufung und dienen Stadt und Gemeinde.“[47]
- GoGlobal Jüngerschaft Cambio (Spanien): „In der Jüngerschaftsschule auf Gran Canaria können deutsche Jugendliche gemeinsam mit Einheimischen lernen, was es heißt, Jesus nachzufolgen.“[44]
- GoGlobal Jüngerschaft TayoNa (Philippinen): „In der Jüngerschaftsschule in Manila können deutsche Jugendliche gemeinsam mit Einheimischen lernen, was es heißt, Jesus nachzufolgen.“[44]
- Haus der Hoffnung (Russland): „In der Großstadt Saratov gibt es viele Menschen, denen das Nötigste zum Leben fehlt, Obdachlose und Suchtkranke. Sie erhalten in verschiedenen Bereichen Hilfe und Unterstützung.“[44]
- Haus des Segens: „Beisammensein im Café, Sprach-/Sportclubs, Workshops usw. das Haus des Segens bietet vielfältige Möglichkeiten, um Studenten christliche Werte zu vermitteln.“[44]
- Huyamu (Tansania): „Die Gesundheitsarbeit im Nord-Westen Tansanias hat das Ziel, Menschen ganzheitlich zu helfen: an Leib und Seele.“[44]
- Internationale Gemeindearbeit in Deutschland (Deutschland): „Durch die internationale Gemeindearbeit in Deutschland erfahren Menschen aus unterschiedlichen Kulturen die Liebe Jesu.“[44]
- K4K – Kids for the King (Philippinen): „In der evangelistischen Kinderarbeit „K4K – Kids for the King“ sollen Kinder auf den Philippinen Gottes Liebe erfahren.“[44]
- Krankenhaus Matyazo (Tansania): „Das Krankenhaus bietet stationäre sowie ambulante Betreuung. Ein Schwerpunkt liegt auf der Geburtshilfe.“[44]
- Krankenhaus Shunga (Tansania): „Das Krankenhaus bietet im ärmeren Westen Tansanias gute medizinische Versorgung.“[44]
- Lake Tanganyika Theological College (Tansania): „Das College bildet Evangelisten und Pastoren für die Diözese West-Tanganyika aus.“[44]
- LEAP-Stipendienprojekt (Philippinen): „Das Projekt „LEAP“ unterstützt bedürftige Eltern auf den Philippinen dabei, die Ausbildung ihrer Kinder zu finanzieren.“[44]
- Levante (Brasilien): „Levante ist es eine präventive Kinder- und Jugendarbeit in der Region um Recife mit Schwerpunkt auf Bildung und Sport.“[44]
- Lighthouse (Tadschikistan): „Wir wollen die gesunde Entwicklung von Menschen und Familien und damit den Aufbau einer gesunden Gemeinschaft unterstützen.“[48]
- Maranatha (Paraguay): „„Maranatha“ bedeutet „Unser Herr, komm!“. Mit dieser Einstellung will das Projekt Menschen in den Slums Paraguays Liebe, Hoffnung und Zukunft geben.“[44]
- Mission in Return (Deutschland): „Durch Mission in Return möchten wir ausländischen Missionaren helfen, sich ganzheitlich in Deutschland zu integrieren, um langfristig einen wertvollen Dienst zu leisten.“[44]
- Pag-Asa (Philippinen): „Hunderttausende Kinder leben im Großraum Manila auf der Straße. Sie sollen in einem Drop-in Center Kleidung, Verpflegung, einen sicheren Schlafplatz und weitere Förderung erhalten.“[44]
- Playparx (Kambodscha): „Wir wollen, dass Männer für den Lebensunterhalt ihrer Familien sorgen können und Gott persönlich kennenlernen.“[49]
- Region Digital: (Deutschland): „Digitale Missionarinnen und Missionare zusammen bringen, vernetzen und unterstützen.“[50]
- Region Kaukasus: „Wir wollen im Namen Christi Liebe teilen und kulturelle Brücken zu den Herzen der Menschen im Kaukasus schlagen.“[51]
- Rehazentrum Namutamba (Uganda): „Im Rehazentrum Namutamba werden Kinder mit Behinderung behandelt; mit dem Ziel, ihren Gesamtzustand zu verbessern.“[44]
- Sisters for Hope (Kenia): „Die Sisters for Hope arbeiten mit zwangsprostituierten Frauen in Kenia. Diese Frauen sollen erfahren, dass sie wertvoll sind, und eine neue Perspektive bekommen.“[44]
- STC – Nachhilfezentren in Armenvierteln (Philippinen): „Das Projekt STC bietet Kindern auf den Philippinen Nachhilfeunterricht und somit die Hoffnung auf eine bessere berufliche Zukunft.“[44]
- Theologisches Seminar Nanjoka (Tansania): „Am Theologischen Seminar Nanjoka werden Pastoren für den umliegenden Gemeindeverband Kanisa la Biblia (Kirche der Bibel) ausgebildet.“[44]

## Medien

### Soziale Medien
Die Allianz-Mission ist auf Instagram, Facebook, LinkedIn und YouTube aktiv.

### move – Das Magazin der Allianz-Mission
Die Allianz-Mission gibt vierteljährlich die Zeitschrift "move" - Das Magazin der Allianz-Mission heraus. Darin berichten Mitarbeitende über ihre Arbeit. Zudem enthält es missionstheologische Gedanken, Portraits, Interviews und zu multimedialen ergänzenden Inhalten.

### Podcasts

#### move Audio – Das Magazin der Allianz-Mission zum Hören
Die Allianz-Mission veröffentlicht einige Artikel aus ihrem Magazin „move“ im Podcast „move Audio – Das Magazin der Allianz-Mission zum Hören“. Die Artikel werden von ihren Mitarbeitenden Sophia Steinseifer und Christoph Roderburg vorgelesen.

#### Weltbeweger – Der Podcast der Allianz-Mission
Im Podcast „Weltbeweger“ berichtet die Allianz-Mission in Gesprächen mit unterschiedlichen Gästen von „Gottes Wirken heute und Mission weltweit“. Zu Gast waren neben eigenen Missionaren und Mitarbeitenden unter anderen Johannes Hartl, Christopher Schacht, die O’Bros, Martin Nowak und Werner Nachtigal.

### Weltbeweger-Format
Durch das Weltbeweger-Format möchte die Allianz-Mission „authentische und hoffnungsvolle Einblicke“ in ihre Arbeit geben. Es handelt sich dabei um ein Videoformat, das mit Reportagen, Talks und Porträts auftritt. Sie wollen dabei „Weltbeweger [die] zwischen Zerbrechlichkeit und Hoffnung unterwegs sind“, zeigen. Seit Juli 2022 werden regelmäßig Folgen auf YouTube veröffentlicht. Im Mai 2023 wurde erstmals eine Folge auf Bibel TV ausgestrahlt. Die Folgen werden vor allem von Missionarin und Filmemacherin Ruth Gebhard produziert.
- Juli 2022 | Portrait | Paraguay: Missionare Linah und Thomas Mencke in Asunción, Paraguay, die vor Ort im Slum einen Unterschied machen wollen[57].
- August 2022 | Reportage | Deutschland: Missionar Frithold Krueger war Pastor São Paulo, Brasilien, bevor er mit seiner Familie nach Leipzig zog, um dort Menschen mit dem Evangelium zu erreichen. Die Allianz-Mission stellt in dieser Reportage ihren Arbeitszweig „Mission in Return“ vor, in dem ausländische Missionare darin unterstützt werden sollen, nach Deutschland zu kommen.
- September 2022 | live-Talk | Ukraine: Ein ukrainischer Pastor und ein geflohenes Ehepaar sowie Mitarbeitender der Allianz-Mission berichten von ihren Erlebnissen im Ukraine-Krieg und der Situation vor Ort.[55]
- Oktober 2022 | Portrait | Tschechien: Die Arbeit der ehemaligen Missionarin Manuela Jung wird vorgestellt. Diese war bis Sommer 2022 für die Allianz-Mission in Tschechien tätig. Sie veröffentlichte mit ihrem Verein TIM 2,2 e. V. Kinderprogramme, Musik, Bücher und Schulungen für Kindergottesdienst-Mitarbeitende.[58]
- Dezember 2022 | live-Talk: Lorena Burger, Referentin für Freiwilligendienste bei der Allianz-Mission, kommt mit Missionarinnen, Missionaren und Gästen ins Gespräch über das, was sie weltweit mit Gott erleben.[59]
- Januar 2023 | Reportage | Spanien: In Salamanca, Spanien läuft die Café-Gemeindegründung Fresh-X CityChurch Salamanca. Hier kommen Menschen nicht nur für eine Tasse Kaffee oder eine Waffel zusammen, sondern beten Gott an und kommen ins Gespräch über den Glauben.[60]
- März 2023 | Portrait | Belgien: Die Gemeindegründer Angela und Reiner Jursch starten in Heusden-Zolder, Belgien eine Gemeinde. Dabei engagieren sie sich für Heusden-Zolder in unterschiedlichen Initiativen und motivieren die Gemeindeglieder in Kleingruppen zu dritt  die Bibel zu lesen. Sie treffen sich alle zwei Wochen zum Gottesdienst in gemieteten Räumen. Zudem investieren sie in einheimische Leiter, damit die Gemeinde auf lange Sicht selbstständig werden kann.[61]
- Mai 2023 | Reportage | Kambodscha: In Siem Reap, Kambodscha, schaffen die Missionare Anne und Peter Stahl faire Arbeitsplätze für Einheimische. Das Projekt Made for This bietet Männern eine Ausbildung und einen Arbeitsplatz. Hier werden Fischzuchtanlagen und Spielplätze gebaut. Das Projekt Clothed in Dignity ist eine Nähwerkstatt und richtet sich an Frauen. Es schafft eine Alternative zum Müllsammeln auf der nahegelegenen Müllkippe. Es handelt sich um eine Produktion von Martin Nowak und seiner bluefish.media GmbH. Die Erstausstrahlung lag bei Bibel TV.[62]
- Oktober 2023 | live-Talk | Mali: Herausforderungen und Entwicklungen der Missionsarbeit in Mali. Zu Gast sind Mali-Missionare Manuel Müller, Dr. Karsten Pascher und Dr. Alfred Meier sowie Enoc, Leiter des malischen Partnergemeindebundes.[63]
- März/Mai 2024 | Reportagen | Albanien: Die zweiteilige Reportage befasst sich mit einer Gemeindegründung unter Roma, Sinti und Albanern in Pogradec, Albanien. Die Erstausstrahlung lag bei Bibel TV.[64]
- Juli 2024 | Reportage | Spanien: Auf Gran Canaria im GoGlobal Jüngerschaftszentrum "Cambio" durchlaufen junge Menschen aus Spanien und Deutschland gemeinsam ein Jüngerschaftsprogramm. Junge Christen werden ausgebildet, mit Hoffnung und Hingabe Nachfolge zu leben und entdecken Gottes Berufung für sich.[65]
- Oktober 2024 | Reportage | Deutschland: 2021 machte sich Frithold Krueger aus Brasilien mit seiner Familie auf, um Menschen in Leipzig mit Jesus Christus bekannt zu machen.[66]
- Es folgt:
  - Reportage | Philippinen: Pag-Asa, ein Shelter für die Straßenkinder Manilas